# ProjeKct Two
Il ProjeKct Two è stato, tra il 1997 e il 1999, un side project della band King Crimson.
I membri del gruppo erano Robert Fripp, Trey Gunn e Adrian Belew. Il gruppo fu il secondo ProjeKct ad esser pianificato (da qui il nome), ma fu il primo a suonare dal vivo e il primo a registrare un disco.
Nei King Crimson, Adrian Belew è il cantante e chitarrista, ma nel ProjeKct Two suona una V-drum, una particolare batteria elettronica prodotta dalla Roland.
Il primo disco del ProjeKct Two fu Space Groove, registrato in soli tre giorni, tra il 19 e il 21 novembre 1997; Space Groove è un doppio CD di improvvisazioni. L'uscita del disco fu accompagnata da un tour mondiale che portò il ProjeKct Two ad esibirsi in USA, Regno Unito, Giappone e Canada, tra il febbraio e il luglio del 1998.
Durante il tour il gruppo propose del nuovo materiale insieme ad alcuni "classici" dei King Crimson, come Dinosaur e Vrooom.
La canzone The Deception of the Thrush divenne in seguito parte integrante del repertorio del ProjeKct Four e dei King Crimson.

## Formazione
- Robert Fripp - chitarra
- Trey Gunn - warr guitar
- Adrian Belew - batteria elettronica

## Discografia

### Album studio
- 1998 - Space groove

### Album live
- 1999 - Live Groove
- 2001 - Live in Northampton, MA
- 2005 - I.C. Light Music Tent
- 2007 - Live in Somerville, MA